# Артус Квеллинус Старший
Артус Квеллин Старший, или Квеллинус Первый (нидерл. Artus Quellinus de Oude, 30 августа, 1609, Антверпен — 23 августа, 1668) — фламандский скульптор XVII века. Один из родоначальников большой семьи фламандских художников: скульпторов и живописцев.

## Семья художников Квеллинов
Артус Квеллин Старший происходит из семьи фламандского скульптора Эразма Квеллина Старшего, который дал сыну первые профессиональные навыки. Вместе с Квеллином Старшим в Амстердаме работал его двоюродный брат Артус Квеллин Второй (1625—1700), также скульптор, отец скульптора Артуса Квеллина Третьего (1653—1686), который с 1682 года в Лондоне был помощником знаменитого резчика по дереву Гринлинга Гиббонса.
Другой сын и ученик Артуса Второго (и племянник Артуса Старшего, или Первого) — Томас Квеллинус (1661—1709), с 1668 года также работавший в Англии, сменил там Артуса Третьего, а затем был в Дании. Ему приписываются три скульптуры в Летнем саду в Санкт-Петербурге: Церера, Минерва и знаменитая «Нимфа Летнего сада».
Из этой семьи известен также Эразм Квеллин Второй, или Младший (1607—1678), «исторический живописец» и гравёр, сын Эразма Квеллина Старшего, ученик и помощник П. П. Рубенса, который после смерти учителя стал первым живописцем Антверпена. В 1663 году Эразм Квеллин женился на Франсуазе де Френ, дочери Андре де Френа, секретаря Совета Брабанта, которая была сестрой Изабеллы де Френ, жены живописца Давида Тенирса Младшего. Сын Квеллина Второго — Ян Зразм Квеллин, также стал живописцем, работал в Антверпене и в Италии, был придворным художником австрийских императоров Леопольда I и Иосифа I.
Известны и другие художники, представители семьи Квеллинов.

## Жизнь и творчество Артуса Квеллина Старшего
Артус Квеллин Старший — типичный представитель стиля барокко, господствовавшего в странах Западной Европы от Италии и Франции на юге до немецких княжеств и Республики Соединённых провинций на севере континента. Учился в Риме у Франсуа Дюкенуа, фламандского скульптора работавшего в Италии, известного под прозванием «Фьяминго» (итал. Il Fiammingo — Фламандец). У Дюкенуа он заимствовал преклонение перед гением итальянского барокко Джанлоренцо Бернини. С 1646 года Артус Квеллин Старший работал в Голландии, где его главным делом стало скульптурное оформление здания Амстердамской ратуши, построенной в 1648—1655 годах по проекту архитектора Якоба ван Кампена.
Артус Квеллинус Старший — представитель более сдержанного, ориентированного на античную классику, «голландского барокко», хотя и с явными фламандскими влияниями школы Рубенса. Этот «умеренный стиль» обеспечил художнику успешную работу как в Южных Нидерландах (нынешняя Бельгия), так и в северных, в Амстердаме, и, с 1664 года, в немецком герцогстве Шлезвиг.
В своей большой мастерской в Антверпене Артус Квеллинус имел многих учеников и помощников, среди которых были Бартоломеус Эггерс, Ромбоутс Верхюльст, Габриэль де Группелло, Петер Вербрюгген, Гульельмус Керрикс

## Галерея

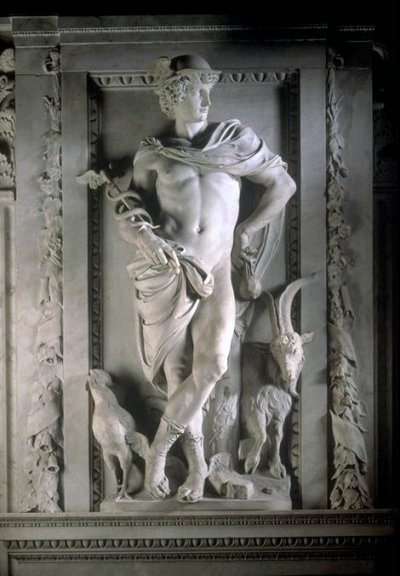
Меркурий. Мрамор. Ратуша, Амстердам
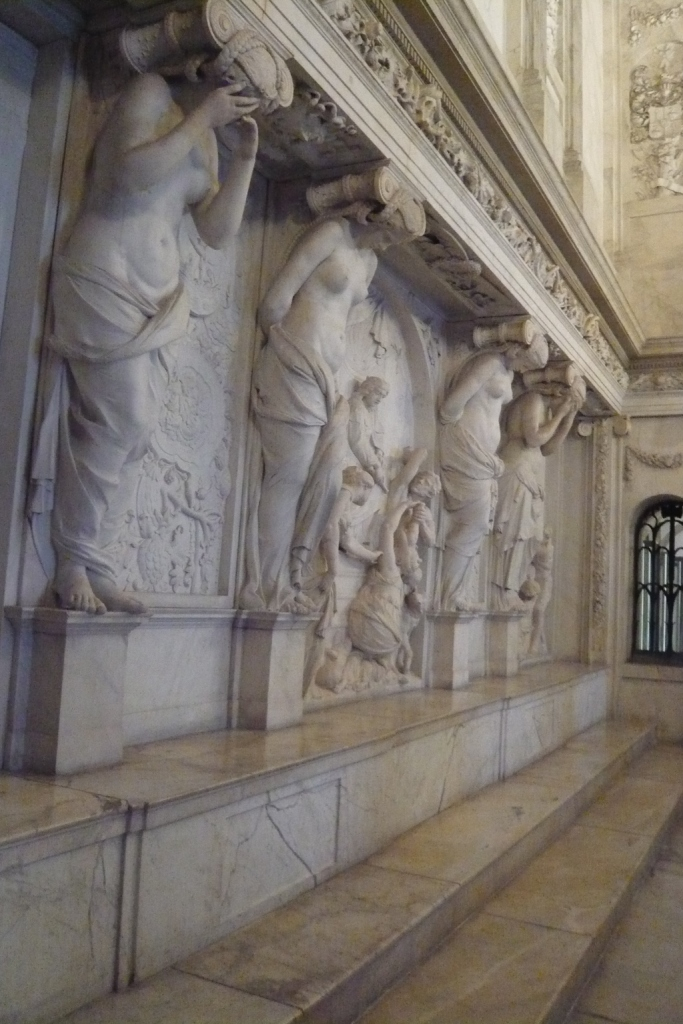
Скульптуры Зала судей. Ратуша, Амстердам
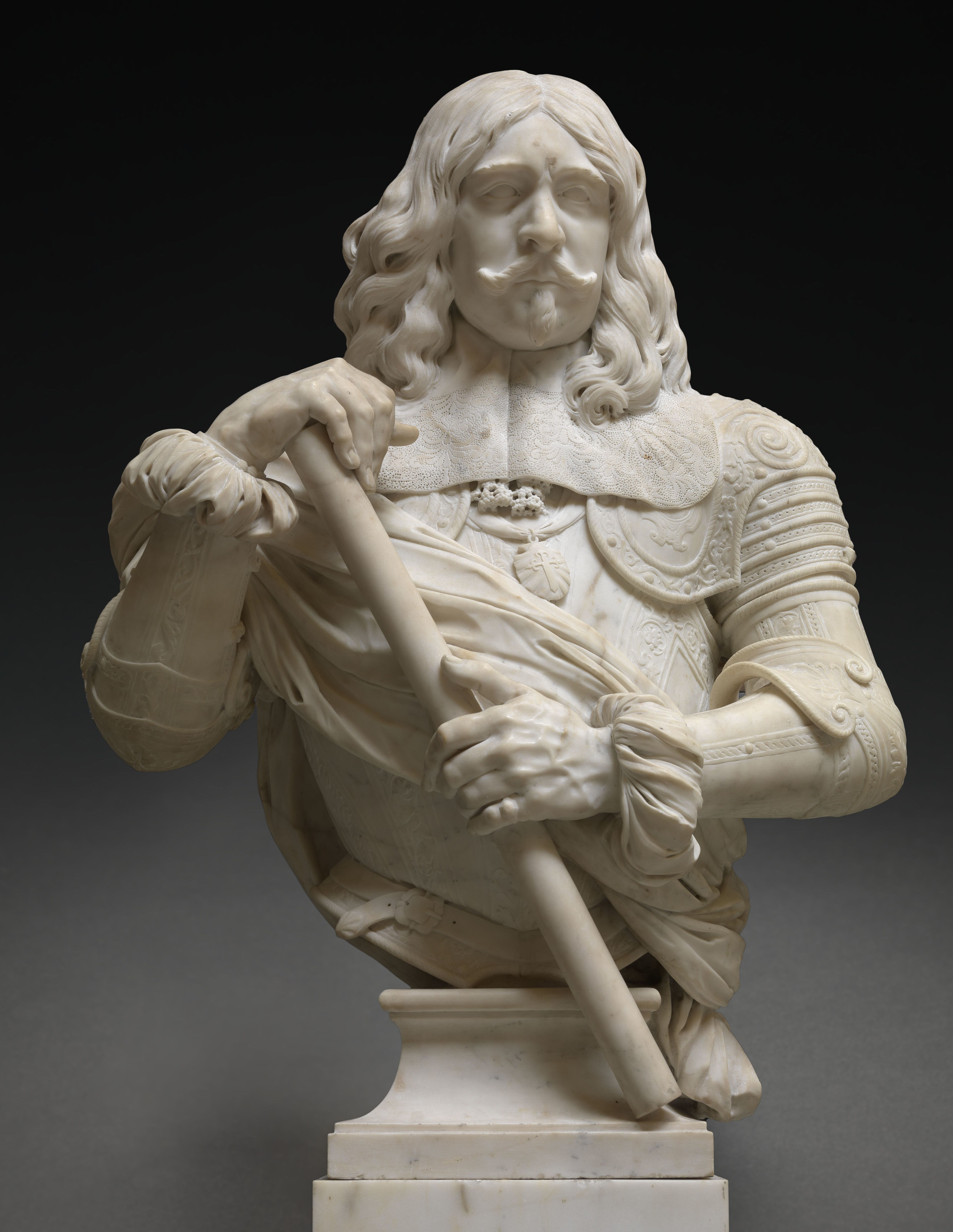
Луис де Бенавидес Карильо, маркиз Карасена, губернатор испанских Нидерландов. 1664. Мрамор. Королевский музей изящных искусств, Антверпен
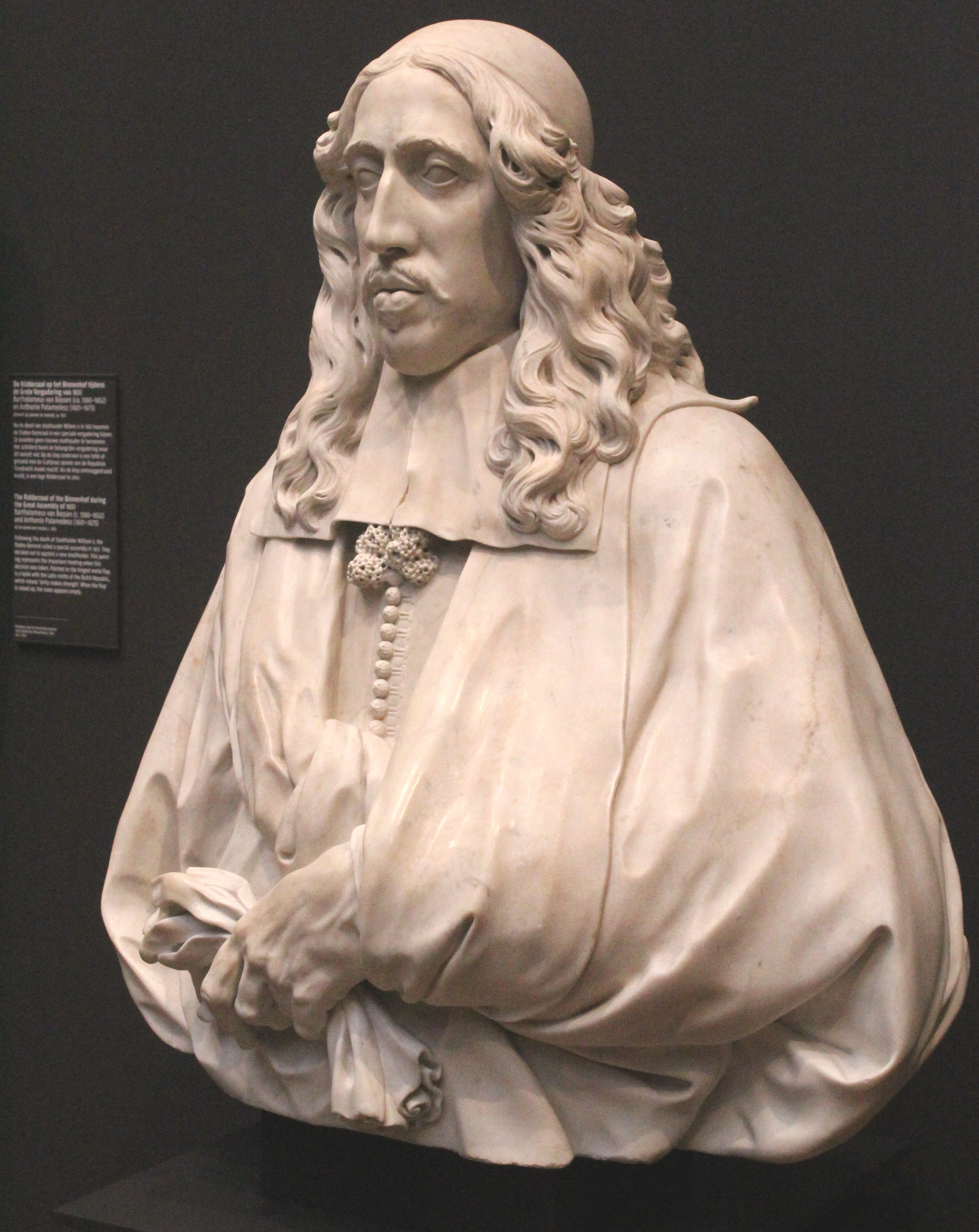
Портрет Яна де Витта. 1665. Мрамор. Рейксмюсеум, Амстердам
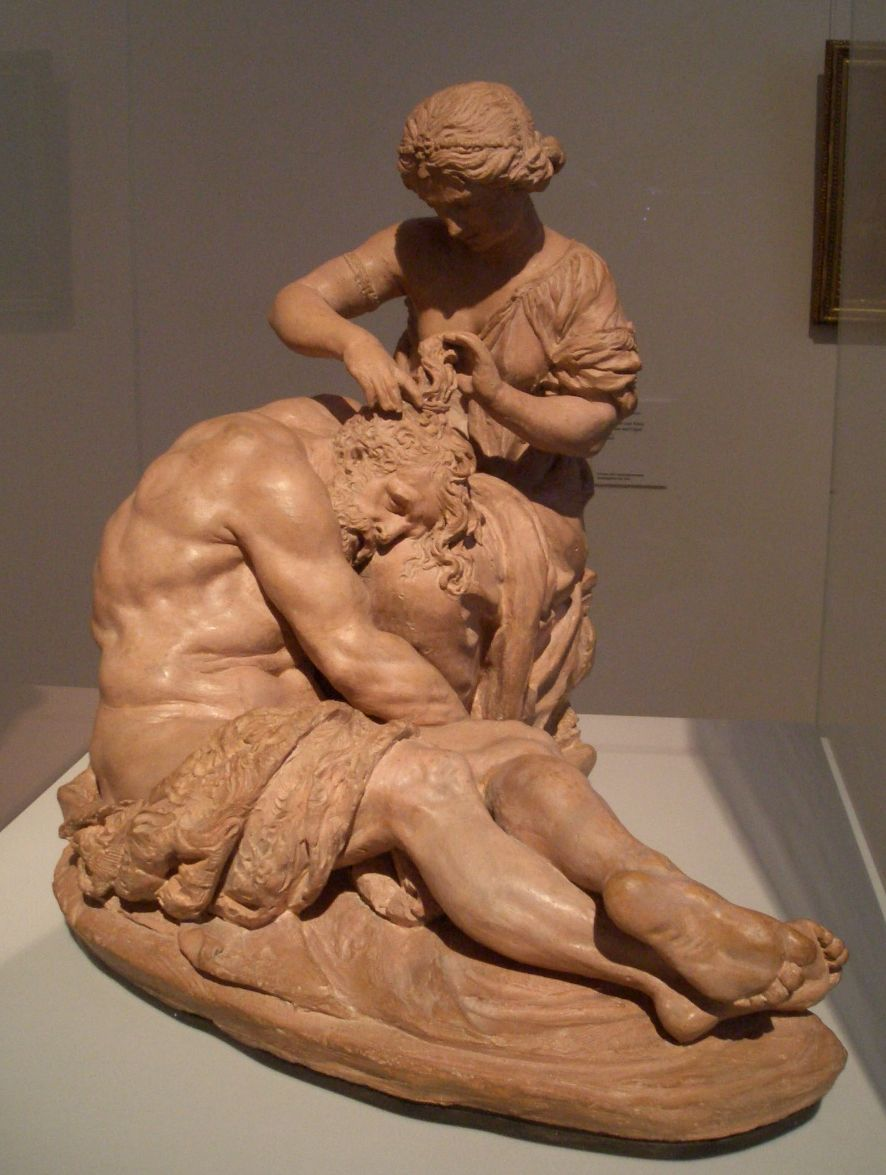
Самсон и Далила. 1640. Терракота. Музей Боде, Берлин
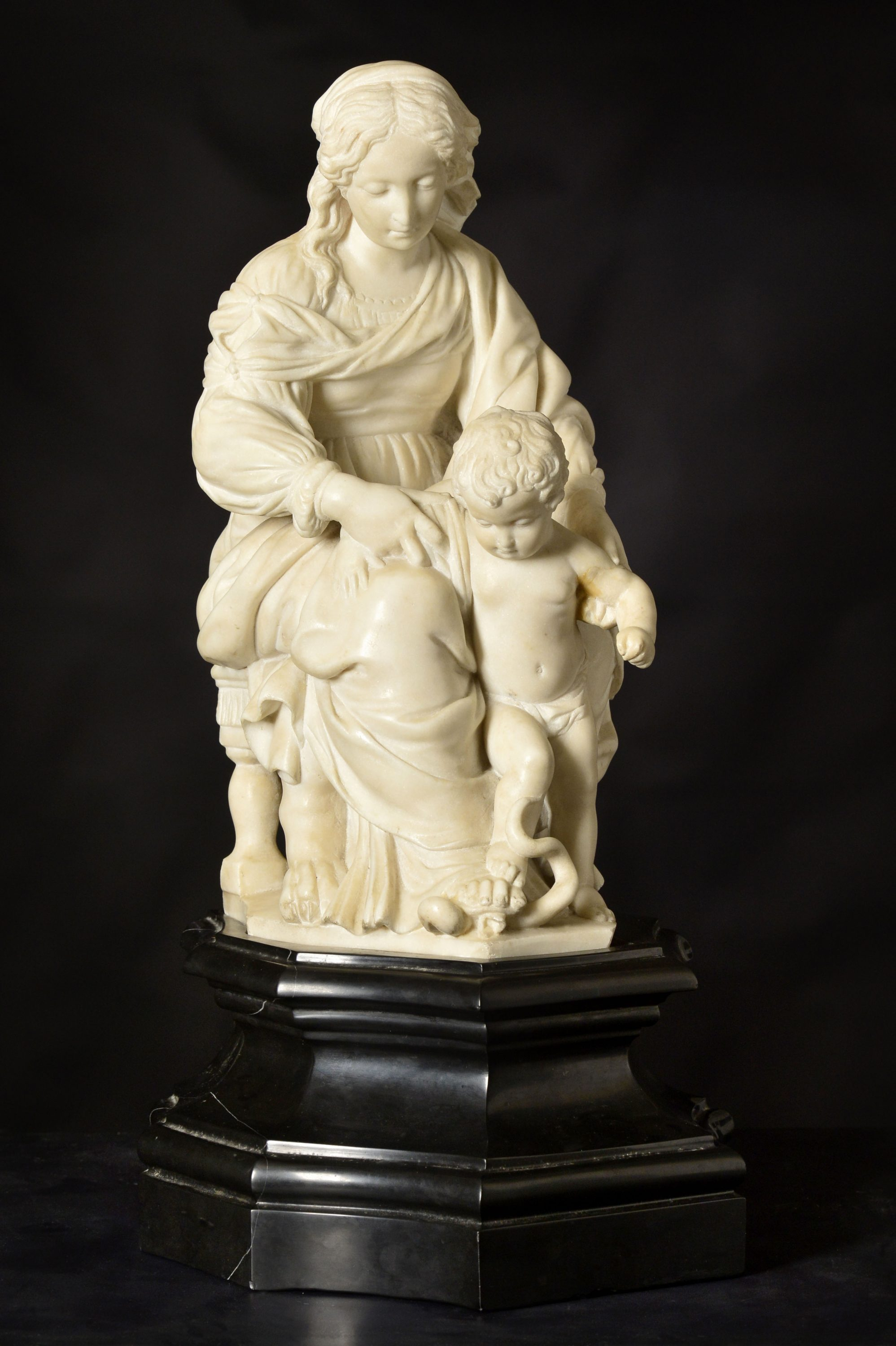
Мадонна с Младенцем, сокрушающим голову змеи. Между 1640 и 1668 гг. Мрамор. Galerie Lowet de Wotrenge, Антверпен
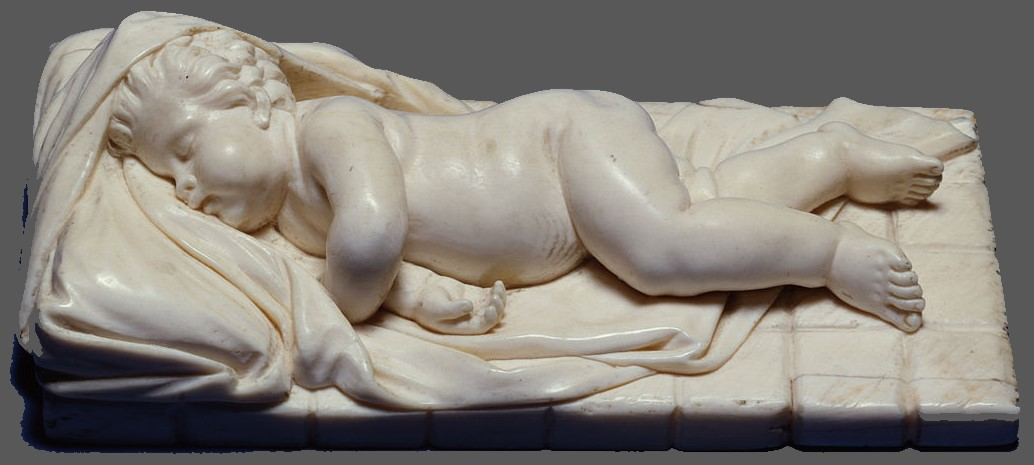
Спящий младенец. 1641. Слоновая кость. Художественный музей Уолтерса, Балтимор, США

## Список главных произведений
- Статуя Меркурия. Ратуша, Амстердам
- Надгробие Яна Гевертса, собор, Антверпен
- Скорбящая Богоматерь, Антверпен
- Святой Антоний, Антверпен
- Святой Себастьян
- Бюст маркиза Карасена. 1664. Королевский музей изящных искусств, Антверпен
- Бюст Андриса где Граффа. 1661. Рейксмюсеум, Амстердам
- Надгробие маршала Отто Кристофа фон Спарра. 1663. Мариенкирхе, Берлин-Митте
- Надгробие Анны Катарины де Ламбо
- Самсон и Далила, терракота, Берлин
- Скульптура здания Ратуши в Амстердаме
- Самсон и Далила. 1640. Терракота. Музей Боде, Берлин.
- Афина Паллада. 1660. Музей Курхаус (Клеве)
- Надгробие Фридриха III. Собор, Шлезвиг-Гольштейн-Готторф
- Портретный бюст Яна де Витта. 1665. Рейксмюсеум, Амстердам